# Bomy
Bomy  (flämisch: Bomi) ist eine französische Gemeinde mit 628 Einwohnern (Stand: 1. Januar 2022) im Département Pas-de-Calais in der Region Hauts-de-France (vor 2016 Nord-Pas-de-Calais). Sie gehört zum Arrondissement Saint-Omer und zum Kanton Fruges.

## Geographie
Die Gemeinde Bomy liegt im Artois an der Quelle der Laquette, etwa 29 Kilometer westnordwestlich von Béthune. Nachbargemeinden von Bomy sind Coyecques im Nordwesten und Norden, Delettes im Norden, Erny-Saint-Julien im Nordosten, Fléchin im Osten, Laires im Osten und Südosten, Beaumetz-lès-Aire im Süden, Vincly im Südwesten sowie Reclinghem im Westen.

## Bevölkerungsentwicklung
| Jahr                       | 1962 | 1968 | 1975 | 1982 | 1990 | 1999 | 2006 | 2013 | 2022 |
| Einwohner                  | 695  | 674  | 658  | 603  | 608  | 604  | 603  | 611  | 628  |
| Quellen: Cassini und INSEE |      |      |      |      |      |      |      |      |      |

## Sehenswürdigkeiten
- Kirche Saint-Vaast
- Kapelle Mater Dolorosa
- Schloss Bomy, 1755 errichtet, Monument historique
- Wasserturm

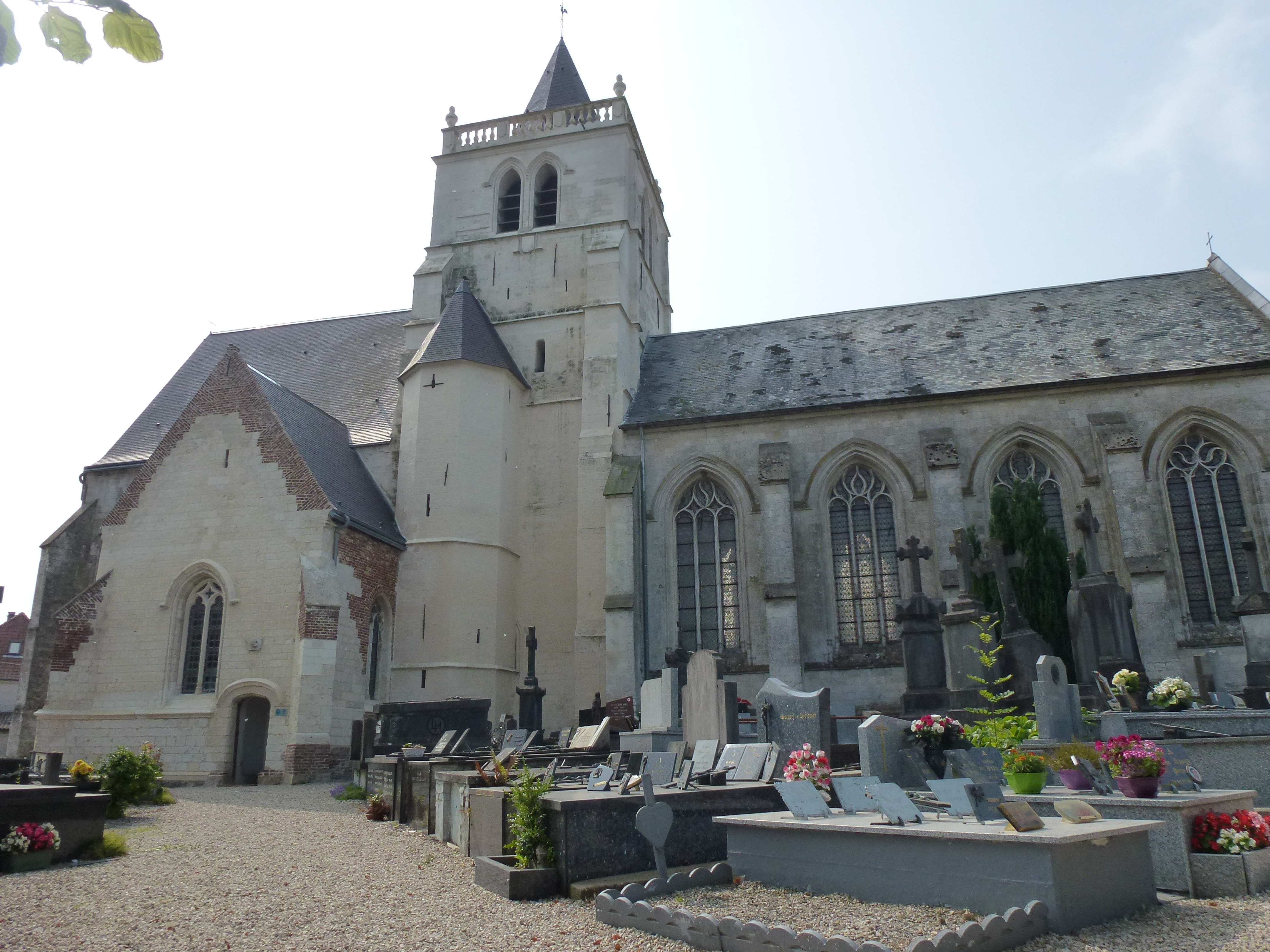
Kirche Saint-Vaast
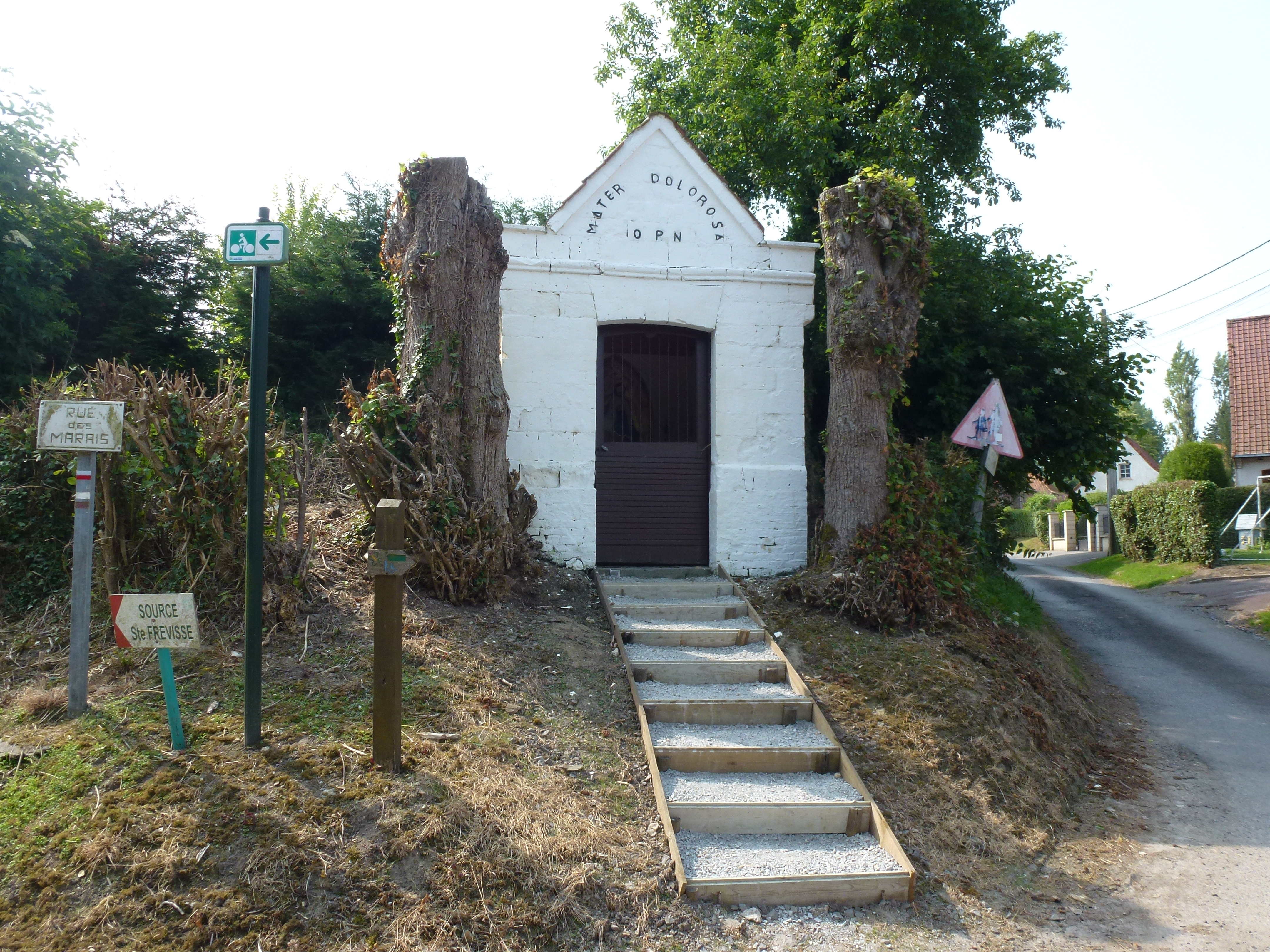
Kapelle Mater Dolorosa
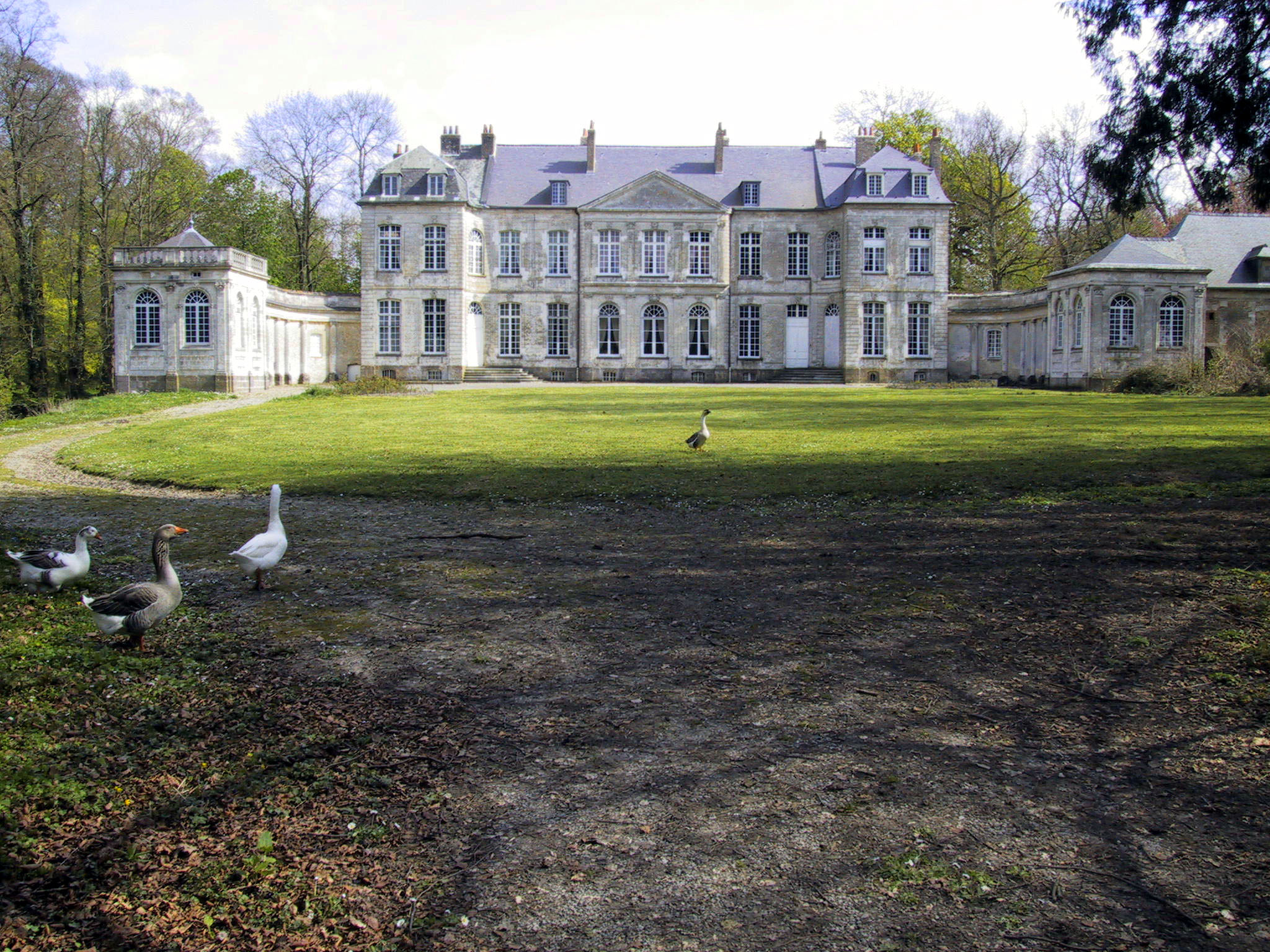
Schloss Bomy